# Moulis (Ariège)
Moulis település Franciaországban, Ariège megyében. Lakosainak száma 796 fő (2022. január 1.). Moulis Alos, Arrien-en-Bethmale, Balaguères, Bethmale, Castillon-en-Couserans, Engomer, Eycheil, Lacourt, Montégut-en-Couserans, Montgauch, Saint-Girons és Saint-Lizier községekkel határos.

## Népesség
A település népességének változása:
| Lakosok száma | 1013 | 828  | 798  | 796  | 792  | 774  | 761  | 757  | 768  | 796  |
|               | 1968 | 1982 | 1990 | 2006 | 2013 | 2015 | 2017 | 2019 | 2020 | 2022 |